# Castillo de Stora Sundby
El Castillo de Stora Sundby (en sueco: Stora Sundby slott) es un castillo en el municipio de Eskilstuna, Condado de Södermanland, Suecia.
Las características arquitectónicas del castillo se asemejas a un calendario, cuatro grandes torres simbolizan las estaciones, doce torres pequeñas simbolizan los meses del año, 52 habitaciones simbolizan las semanas de un año, y hay una ventana por cada día del año (365). El arquitecto fue Peter Frederick Robinson.